# 新今池ビル
新今池ビル（しんいまいけビル）は、かつて愛知県名古屋市千種区内山三丁目に存在したビル。

## 概要
今池交差点の北西角に位置する。名古屋市営地下鉄東山線・桜通線 今池駅からすぐの場所にあり、駅とは地下の連絡通路で接続されている。耐震基準を満たしていないため、取り壊された。解体工事は2020年（令和2年）9月に始まり、2021年（令和3年）10月解体工事完了。。跡地は29階建てタワーマンションに。
地下1階には「新今池ビル地下飲食街」があり、2013年（平成25年）に閉鎖された今池地下街に接続していた。

## 歴史
- 1962年（昭和37年） - 竣工[1]。
- 2020年（令和2年）
  - 2月25日 - 前日をもってビルの営業が終了[1]。名古屋市営地下鉄今池駅との地下連絡通路を閉鎖[1]。
  - 4月 - 京阪電鉄不動産が取得[5]。以前はキング観光が所有していた[1]。開発用途および着工時期などの詳細は白紙であるとしていたが[5]　セキスイハイムにて29階建てタワーマンションが建設される事になった。[6]
- 2021年（令和3年） - 取り壊し開始。10月31日に取り壊し完了。

## テナント
以下は過去に入居していたテナントであったものを含めている。
地下2階
- グランド・キャニオン（ジャズ喫茶、閉店）

地下1階
- アコム新今池ビルむじんくんコーナー（消費者金融、2019年閉店）
- プロミス新今池自動契約コーナー（消費者金融、2019年閉店）
- 今池地下劇場（ピンク映画館、2017年閉店）
- 森永アイスクリームコーナー（喫茶店、2014年頃閉店）
- ユーミン（中華料理店、2014年閉店）
- らーめん家（ラーメン店、2010年頃閉店）
- 個室ビデオドリーム（閉店）

1階
- 新日本切手商会（チケットショップ、2019年閉店　隣の今池共同ビル1階にて営業継続）
- さかなや道場（居酒屋、2019年閉店）
- ピーカン・ファッヂ（CDショップ、2019年閉店）
- ジャック＆ベティ今池店（パチンコ店、2016年閉店）

2階
- ウニタ書店[2]（書店、2019年閉店[要出典]　今池スタービルにて営業継続[7]）
- カバラ書店[8]（古書店、閉店）
- 今池劇場（映画館、1997年閉店）
- 今池名画劇場（映画館、1997年閉店）
- ECC英会話（1990年代後半には閉店？）

3階
- 近畿日本ツーリスト（旅行代理店、閉店）

4階
- アルサロ ワールド

5階
6階
7階
- 新今池ビル管理事務所

## 画像集

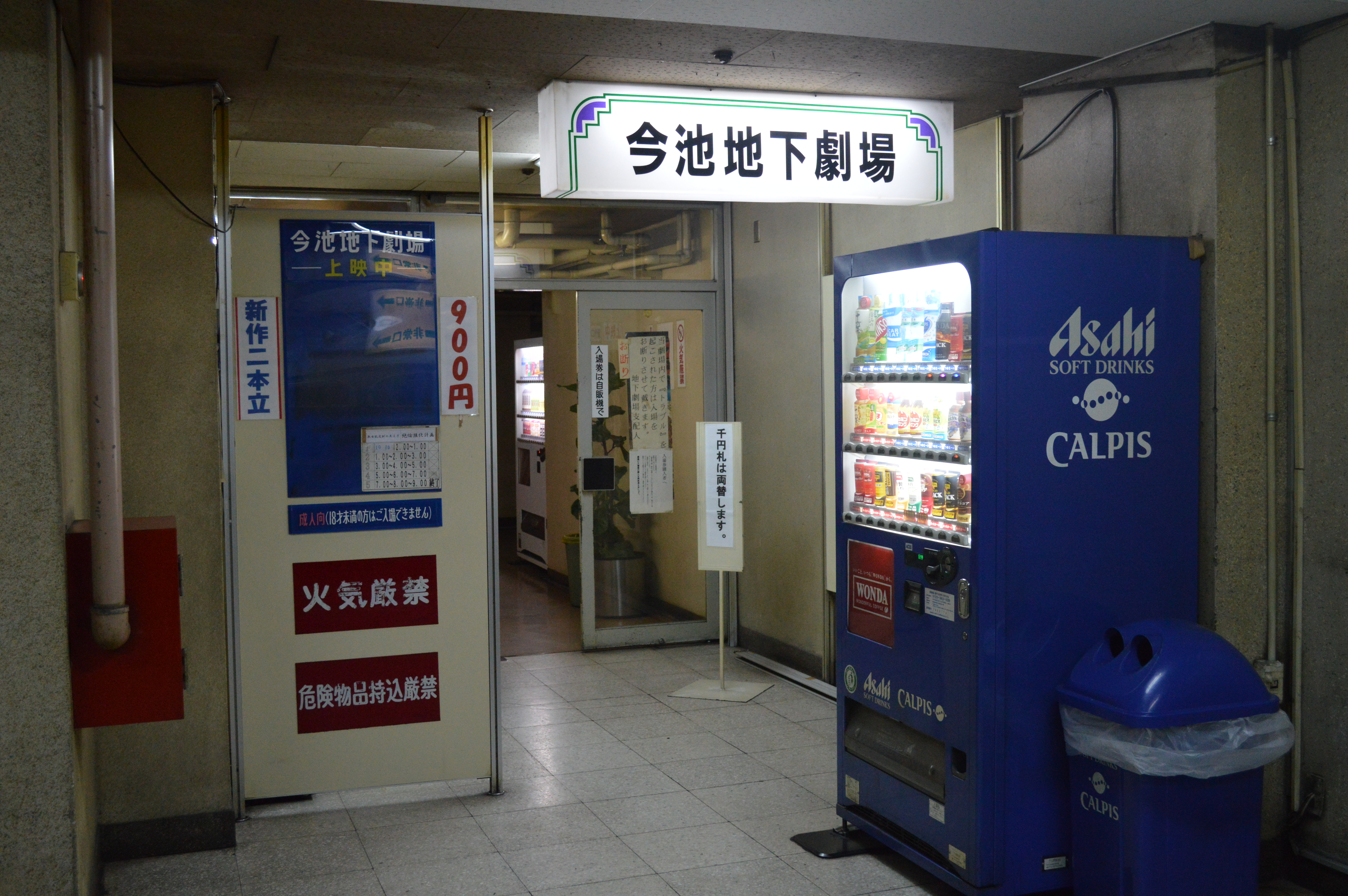
今池地下劇場（2016年）
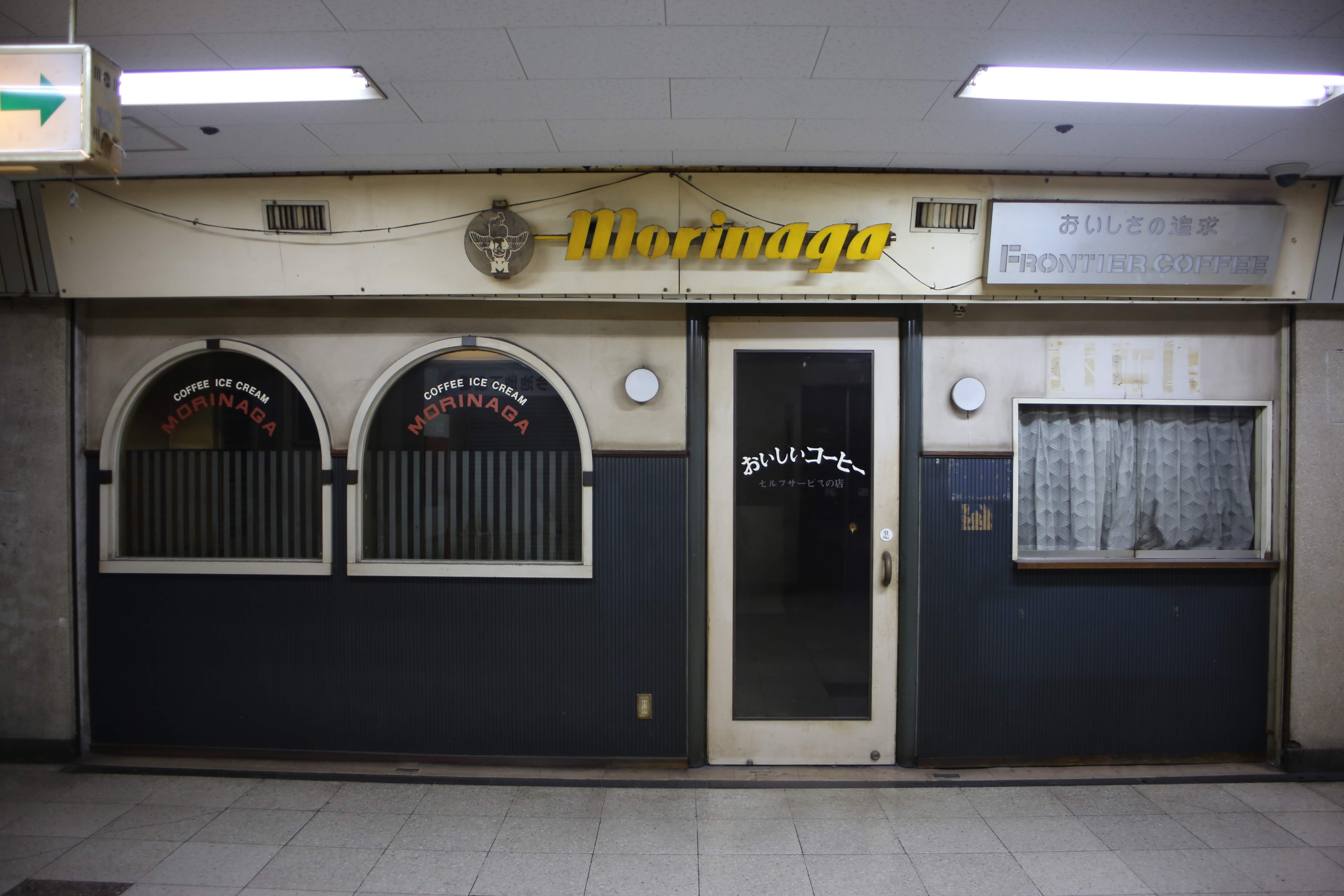
Morinaga（2019年）
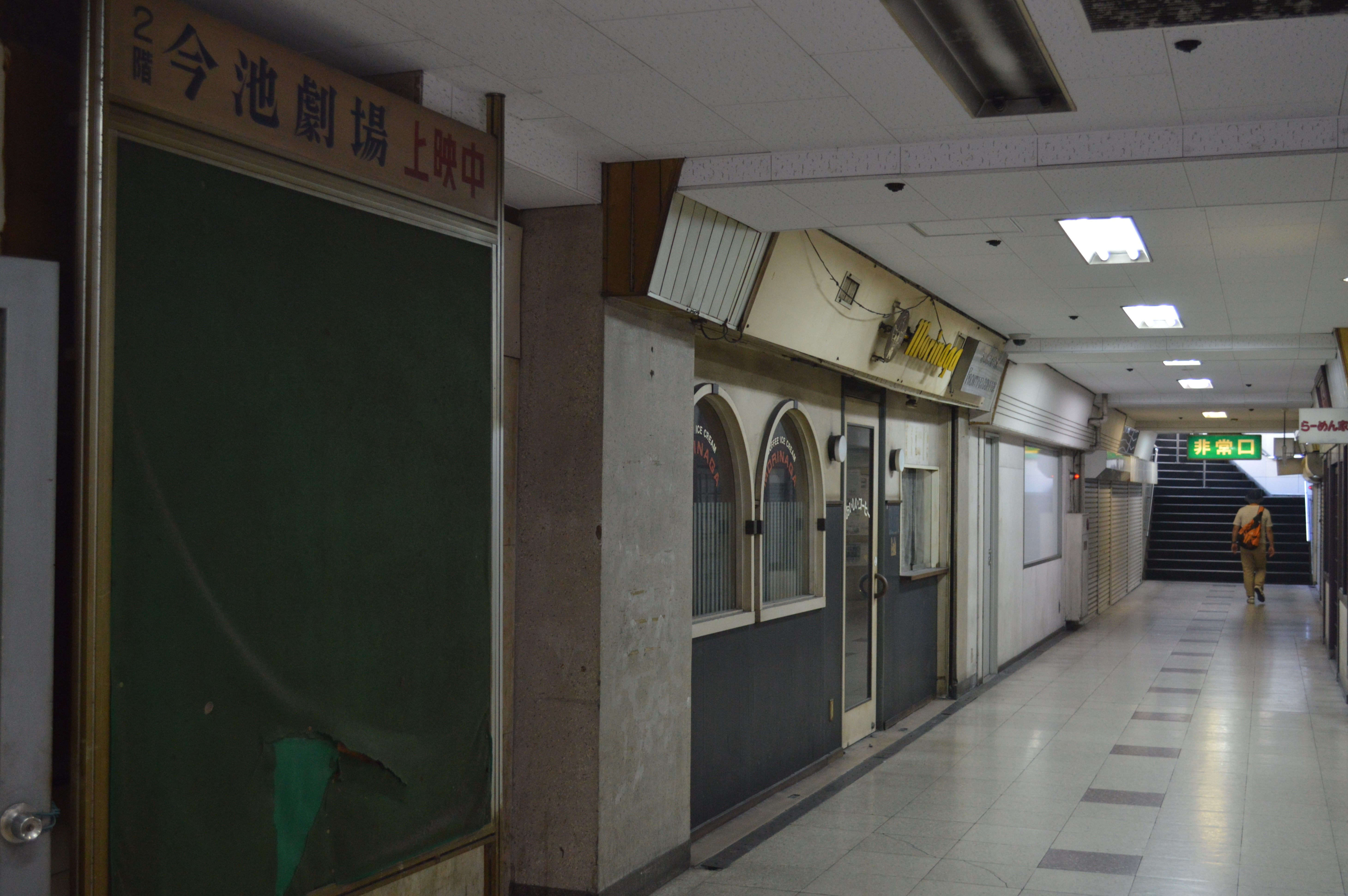
地下1階の通路（2019年）
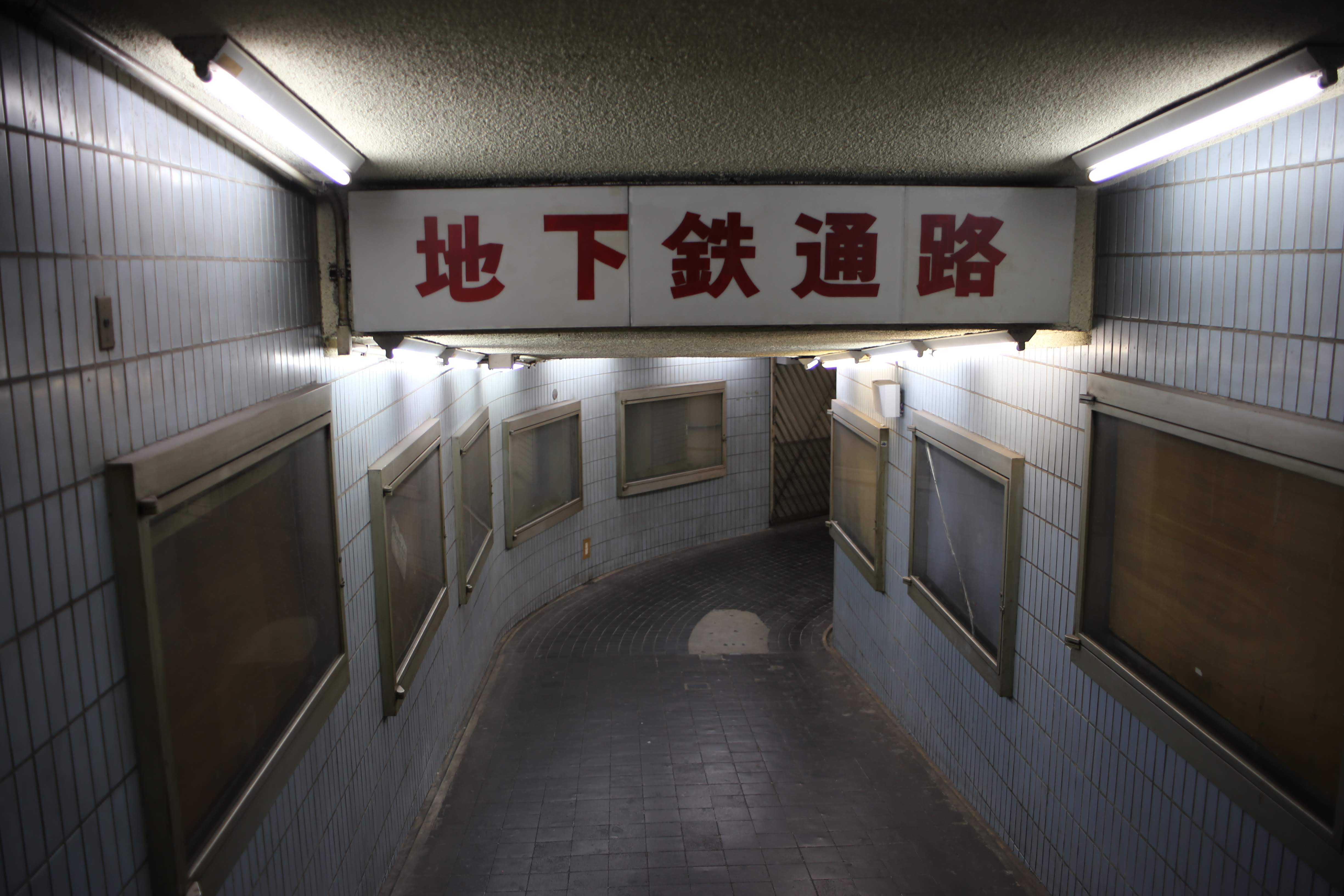
地下鉄今池駅に向かう通路（2019年）
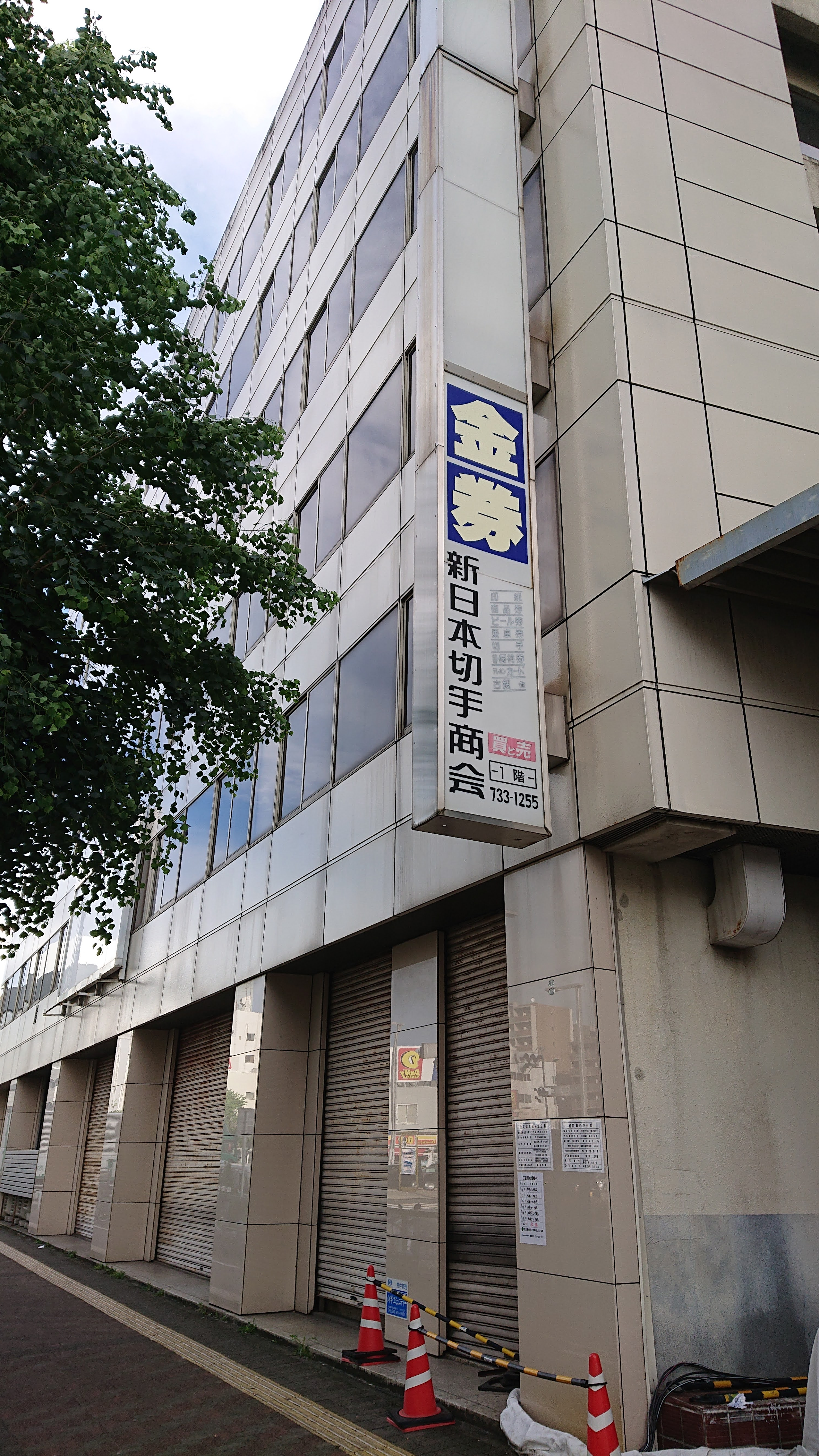
新日本切手商会
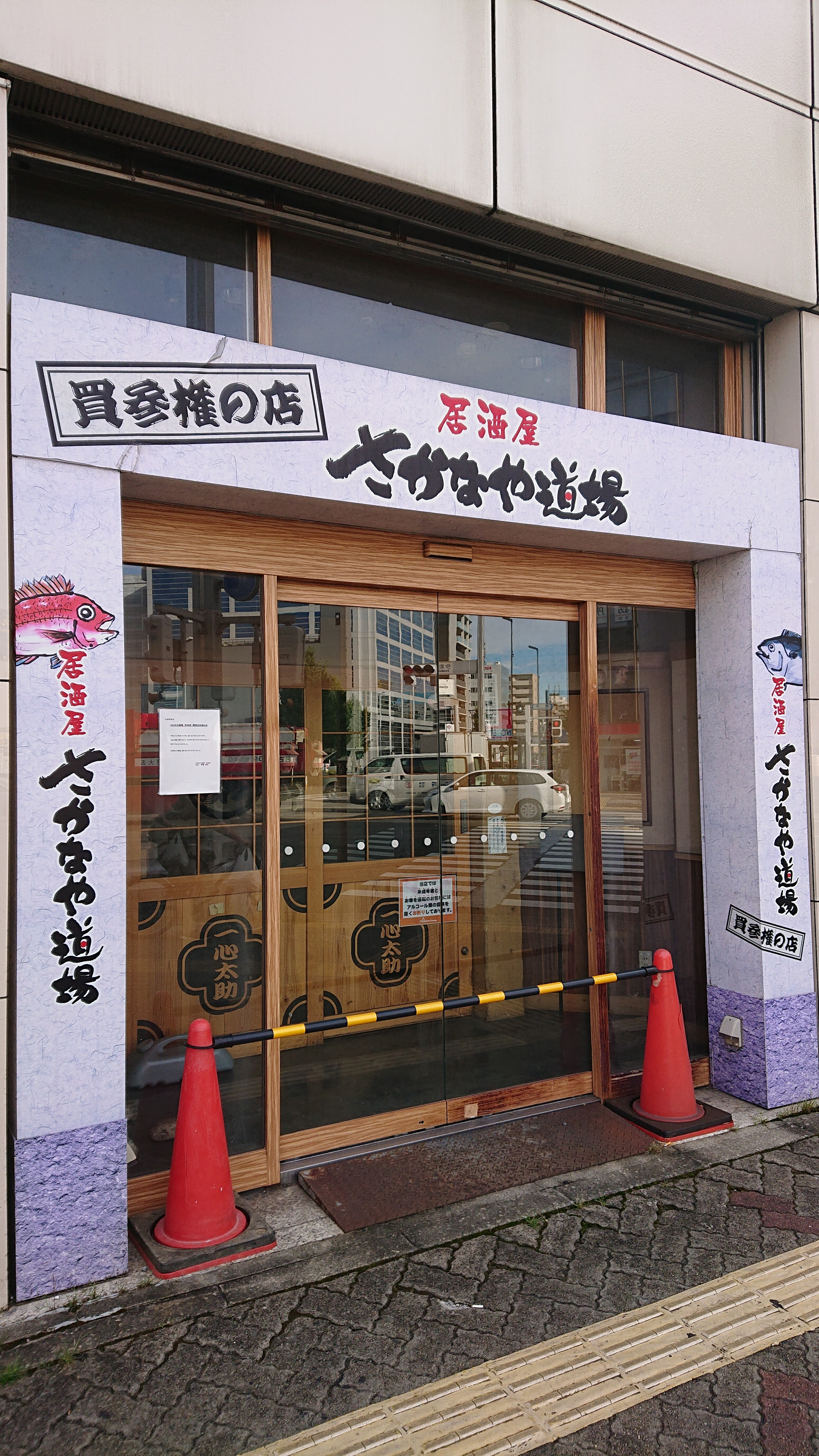
さかなや道場
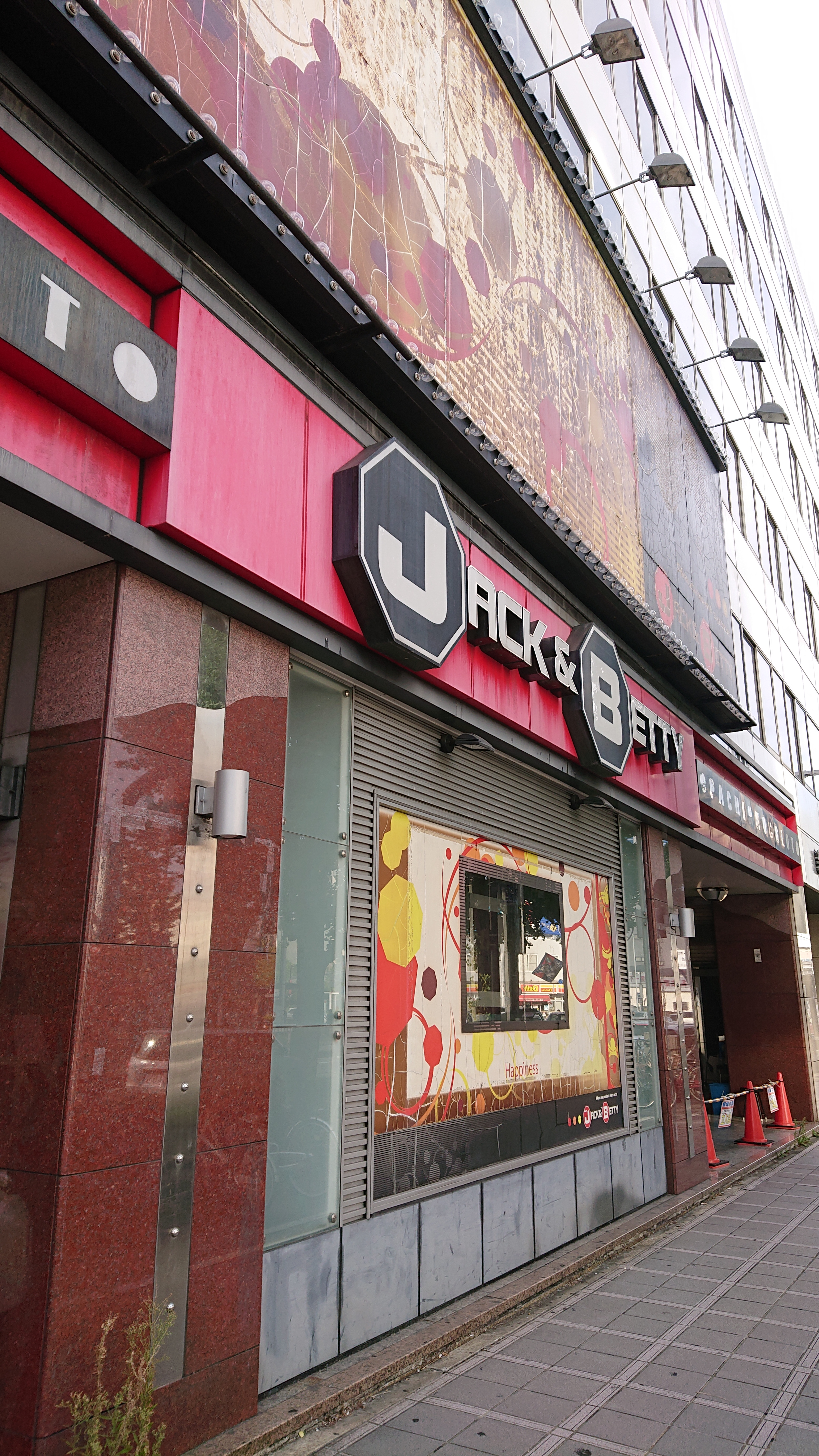
ジャック&ベティ今池店

## 基本情報
所在地
愛知県名古屋市千種区内山三丁目33番8号
アクセス
名古屋市営地下鉄東山線・桜通線 今池駅から徒歩ですぐ。
階数
地下2階・地上7階建て。